# 1810 год в истории железнодорожного транспорта
В 1810 году в истории железнодорожного транспорта произошли следующие события.

## События

### Май
- 24 мая – железная дорога Монмута, утверждённая Актами парламента в Соединённом Королевстве от Дин до Монмут, вместе с взимания платы с пассажиров.[1]

### Неизвестная дата
- Открывается железная дорога Leiper, соединяющая Крам-Крик с Ридли-Крик, штат Пенсильвания.

## Персоны

### Январь
- 3 января – Генрри Теймс, президент Atchison, Topeka and Santa Fe Railway рук. 1869–1870 (умер. 1870).[2]

### Апрель
- 15 апреля – Уитмелл П. Тунсталл, первый президент Железной дороги Ричмонд и Данвилл (умер 1854).
- 17 апреля – Айзек Дриппс, инженер-механик железной дороги Кэмдена и Эмбоя, который собрал Джон Булл (умер 1892).[3]

### Июнь
- 12 июня – Дэвид Леви Юли, Флорида руководитель железной дороги (ум. 1886).

### Июль
- 27 июля – родился Н.Н. Генвилл, директор Центральная железная дорога Иллинойса 1862-1871, президент компании Канзас-Сити, Форт-Скотт и Железная дорога залива, президент Канзас-Сити, Лоуренс и Южная железная дорога, (evth 1902).

### Сентябрь
- 19 сентября – Томас Никерсон, президент Atchison, Topeka and Santa Fe Railway рук. 1874–1880.[2]

### Неизвестная дата
- Джозеф Харрисон-младший, партнёр американской производственной фирмы Eastwick and Harrison (умер 1874).[3]
- Уильям С. Хадсон, руководитель американской  фирмы Rogers, Ketchum and Grosvenor (умер 1881).[3]